# Oído externo
El oído externo es la parte más externa del oído, en ella se encuentran el pabellón auditivo y el conducto auditivo externo y tiene como función captar el sonido y, llevarlo a la parte media e interna. Está formado por el pabellón de la oreja que aumenta la frecuencia y localiza la fuente sonora y por el conducto auditivo externo se transmite la onda hacia la membrana timpánica.

## Embriología
Embriológicamente, el pabellón de la oreja y la capa media del tímpano derivan del mesodermo, del primer y segundo arco branquial; el conducto auditivo externo y la capa externa del tímpano del ectodermo superficial, de la primera hendidura branquial; y la capa interna del tímpano del endodermo, de la primera bolsa faríngea.

## Anatomía y fisiología
El oído está situado en el hueso temporal del cráneo.
Está diseñado estructuralmente para, durante el proceso de audición, recoger las ondas sonoras y dirigirlas hacia el interior. 
El oído externo consta de:
- Pabellón auricularː un cartílago plano elástico que tiene la forma del extremo de una trompeta y está cubierto por piel gruesa. Compuesto por hélix o borde exterior replegado, antihélix o eminencia central del pabellón que termina en una elevación llamada antitrago, concha o parte centrar y lóbulo, que es la parte inferior.
- Canal auditivo externoː un conducto (tubo) curvo de aproximadamente 2.5 cm de longitud que se encuentra en el hueso temporal. Además posee folículos pilosos, y glándulas sebáceas y ceruminosas, cuyas secreciones combinadas forman el cerumen.
- Membrana timpánicaː también denominada tímpano, que es una porción fina de tejido conectivo fibroso, semitransparente, que se encuentra entre el conducto auditivo externo y el oído medio.

El oído externo, es el responsable de conducir el sonido hasta el oído medio y el medio al interno; el cual a través del nervio auditivo transmite la información al cerebro.
En algunas medicinas tradicionales se considera al pabellón auricular como un micro sistema en el cual están representadas diferentes partes y órganos del cuerpo.

## Sociedad

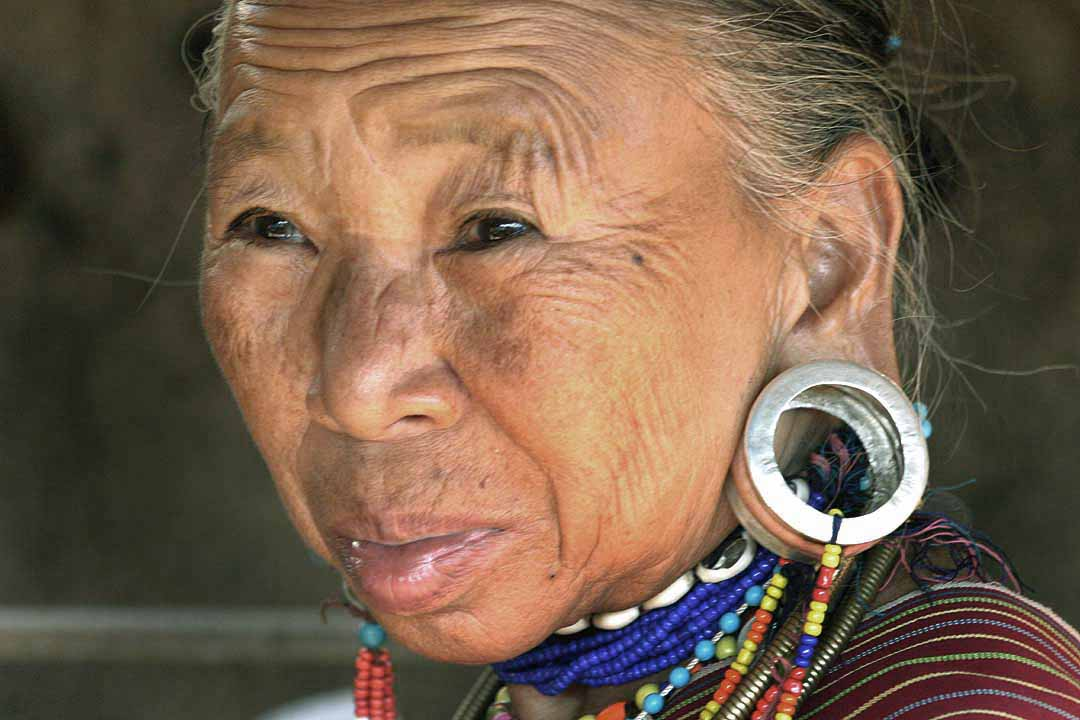
Mujer tailandesa con el lóbulo de la oreja agrandado.

Las orejas se han adornado con joyas durante miles de años, tradicionalmente perforando el lóbulo de esta. En culturas antiguas y modernas, se han colocado adornos para estirar y agrandar los lóbulos de las orejas, lo que permite introducir tapones más grandes en un gran espacio carnoso. El desgarro del lóbulo por el peso de unos pendientes o por un tirón es bastante común.
La lesión en las orejas ha estado presente desde la época romana como método de reprimenda o castigo: "En la época romana, cuando surgía una disputa que no podía resolverse amistosamente, la parte agraviada citaba el nombre de la persona considerada responsable ante el pretor; si el infractor no se presentaba dentro del plazo indicado, el denunciante citaba a los testigos para que declararan. Si se negaban, como sucedía a menudo, se permitía al agraviado arrastrarlos de la oreja y pellizcarlos con fuerza si se resistían".
El pabellón auricular tiene un efecto sobre la apariencia facial. En las sociedades occidentales, las orejas protuberantes (presentes en aproximadamente el 5 % de los europeos étnicos) se han considerado poco atractivas, sobre todo si son asimétricas. La primera cirugía para reducir la proyección de orejas prominentes fue publicada en la literatura médica por Ernst Dieffenbach en 1845, y el primer informe de caso en 1881.
El ratón Vacanti era un ratón de laboratorio que tenía lo que parecía una oreja humana en el lomo. La "oreja" era en realidad una estructura de cartílago en forma de oreja que creció sembrando células de cartílago de vaca en un molde biodegradable en forma de oreja, que luego se implantaba debajo de la piel del ratón; luego, el cartílago creció naturalmente por sí mismo. Se desarrolló como una alternativa a los procedimientos de injerto o reparación de orejas y los resultados fueron objeto de mucha publicidad y controversia en 1997.

### En la cultura
Las orejas puntiagudas son una característica de algunas criaturas del folclore como el bogeyman, el curupira brasileño o la araña de tierra japonesa. Ha sido una característica de personajes del arte antiguo como el de la Antigua Grecia y la Europa medieval. Las orejas puntiagudas son una característica común de muchas criaturas en el género fantástico, incluyendo elfos, hadas, duendes, hobbits, u orcos. También son una característica de las criaturas del género de terror, como los vampiros. Las orejas puntiagudas se encuentran del mismo modo en el género de ciencia ficción; por ejemplo, entre las razas Vulcano y Romulano del universo Star Trek.

## Otros animales
El pabellón auricular ayuda a dirigir el sonido a través del canal auditivo hacia el tímpano. La compleja geometría de las crestas en la superficie interna de algunos oídos de mamíferos ayuda a enfocar con precisión los sonidos producidos por las presas, utilizando señales de ecolocalización. Estas crestas pueden considerarse como el equivalente acústico de una lente de Fresnel y pueden verse en una amplia gama de animales, incluidos el murciélago, el aye-aye, los gálagos, el zorro orejudo, el lémur ratón y otros.
Algunos grandes primates como los gorilas y los orangutanes (y también los humanos) tienen músculos de la oreja sin desarrollar que son estructuras vestigiales no funcionales, pero que aún son lo suficientemente grandes como para ser fácilmente identificables. Un músculo capaz de mover la oreja, por cualquier motivo, ha perdido esa función biológica. Esto sirve como evidencia de homología entre especies relacionadas. En los seres humanos, existe una variabilidad en estos músculos, de modo que algunas personas pueden mover sus orejas en varias direcciones, y se ha dicho que es posible que otras obtengan ese movimiento mediante ensayos repetidos. En tales primates, la incapacidad de mover la oreja se compensa principalmente por la capacidad de girar fácilmente la cabeza en un plano horizontal, una habilidad que no es común a la mayoría de los monos.

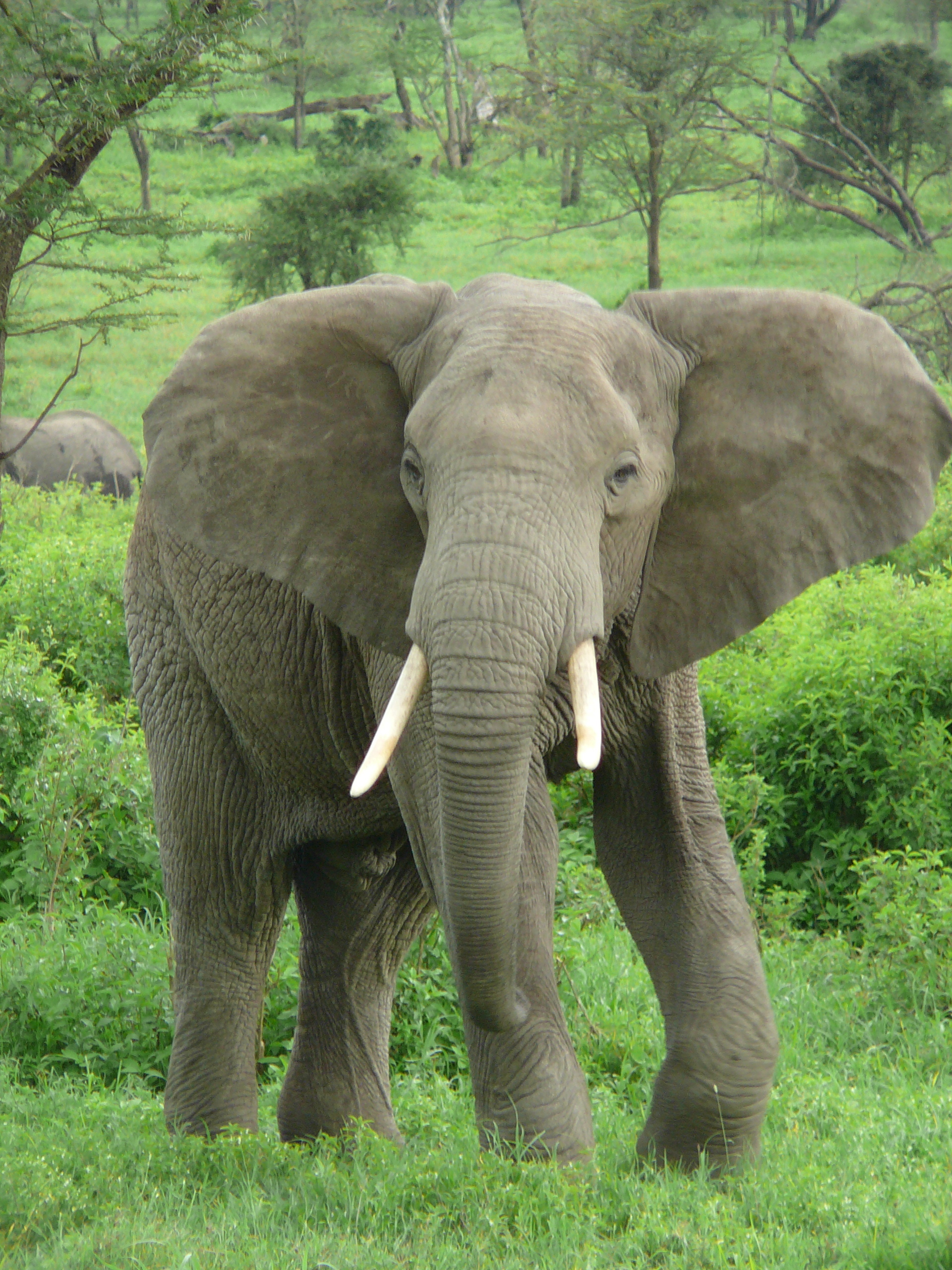
Elefante africano de sabana Loxodonta africana
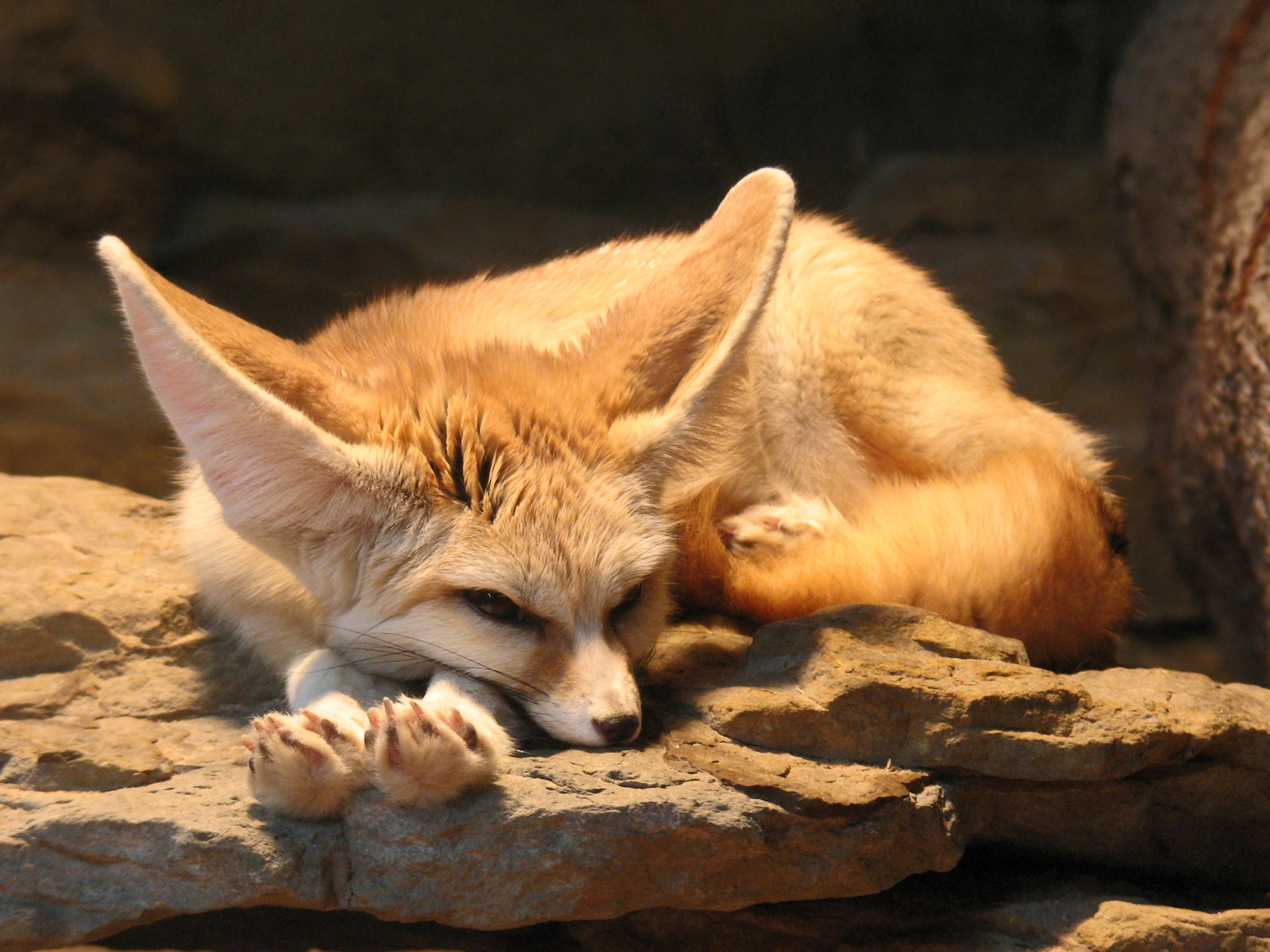
Fénec (regiones desérticas) Vulpes zerda
Zorro ártico Vulpes lagopus
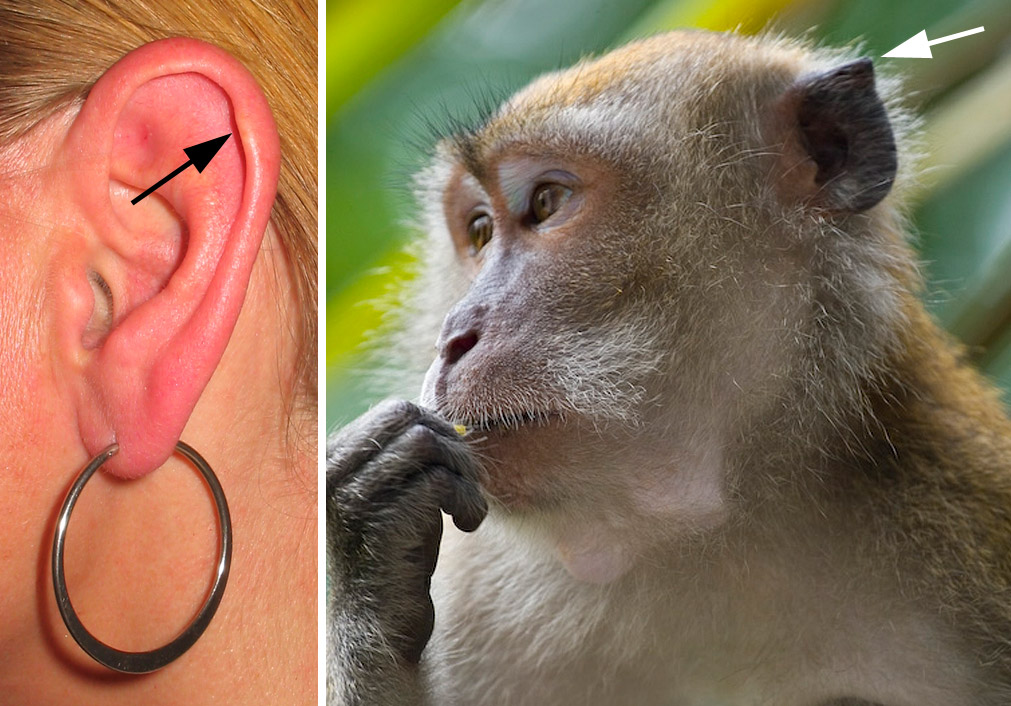
Orejas de primates Una persona y un macaco cangrejero (Tubérculo de Darwin destacado)

Solo los animales vertebrados tienen oídos, aunque muchos invertebrados detectan el sonido utilizando otros tipos de órganos de los sentidos. En los insectos, los órganos timpánicos se utilizan para escuchar sonidos distantes. Se encuentran en la cabeza o en otro lugar, según la familia de insectos.